# Poul Jensen (piłkarz)
Poul Jensen (ur. 28 marca 1934 w Vejle, zm. 6 lipca 2000) – duński piłkarz grający na pozycji prawego obrońcy. W swojej karierze rozegrał 32 mecze w reprezentacji Danii.

## Kariera klubowa
Całą swoją karierę piłkarską Jensen spędził w klubie Vejle BK. Zadebiutował w nim w 1953 roku w duńskiej lidze i grał w nim do końca 1964 roku. Wraz z Vejle wywalczył mistrzostwo Danii w 1958 roku oraz zdobył dwa Puchary Danii w latach 1958 i 1959.

## Kariera reprezentacyjna
W reprezentacji Danii Jensen zadebiutował 26 września 1959 roku w wygranym 4:2 meczu kwalifikacji do Igrzysk Olimpijskich w Rzymie z Islandią, rozegranym w Reykjavíku. W 1960 roku zdobył srebrny medal na tych igrzyskach. W kadrze narodowej od 1959 do 1962 roku rozegrał 32 spotkania.